# Encope emarginata
Espèce
Encope emarginata est une espèce d'oursins plats de l'ordre des Clypéastéroïdes et de la famille des Mellitidae.

## Description
Ce sont des oursins plats, d'où leur surnom anglais de sand dollars, du fait de leur ressemblance avec une grosse pièce. 
Leur forme est arrondie mais aplatie à l'arrière, avec un test (coquille) perforé d'une longue lunule anale antérieure et portant cinq encoches radiales arrondies au bout des pétales ambulacraires. Le corps est couvert de radioles (piquants) fines et courtes formant un tapis mobile permettant la progression dans le sable, de couleur orange à violet sombre en passant par le brun. La bouche, très réduite, occupe une position centrale sur la face inférieure (où elle est suivie par l'anus), et la lanterne d'Aristote (appareil masticateur) est modifiée en « moulin à sable » plat. Les cinq pores génitaux sont situés au milieu de la face aborale (le système apical), avec le madréporite. L'intérieur du test est consolidé par des cloisons délimitant des loges.

## Habitat et répartition
Ces oursins se trouvent principalement dans le sud de la Mer des Caraïbes, jusqu'au Venezuela. Ils sont particulièrement courants à Panama.
Ce sont des oursins fouisseurs, qui vivent enterrés dans le sable ou la vase, qu'ils filtrent pour en retirer les nutriments dont ils se nourrissent.

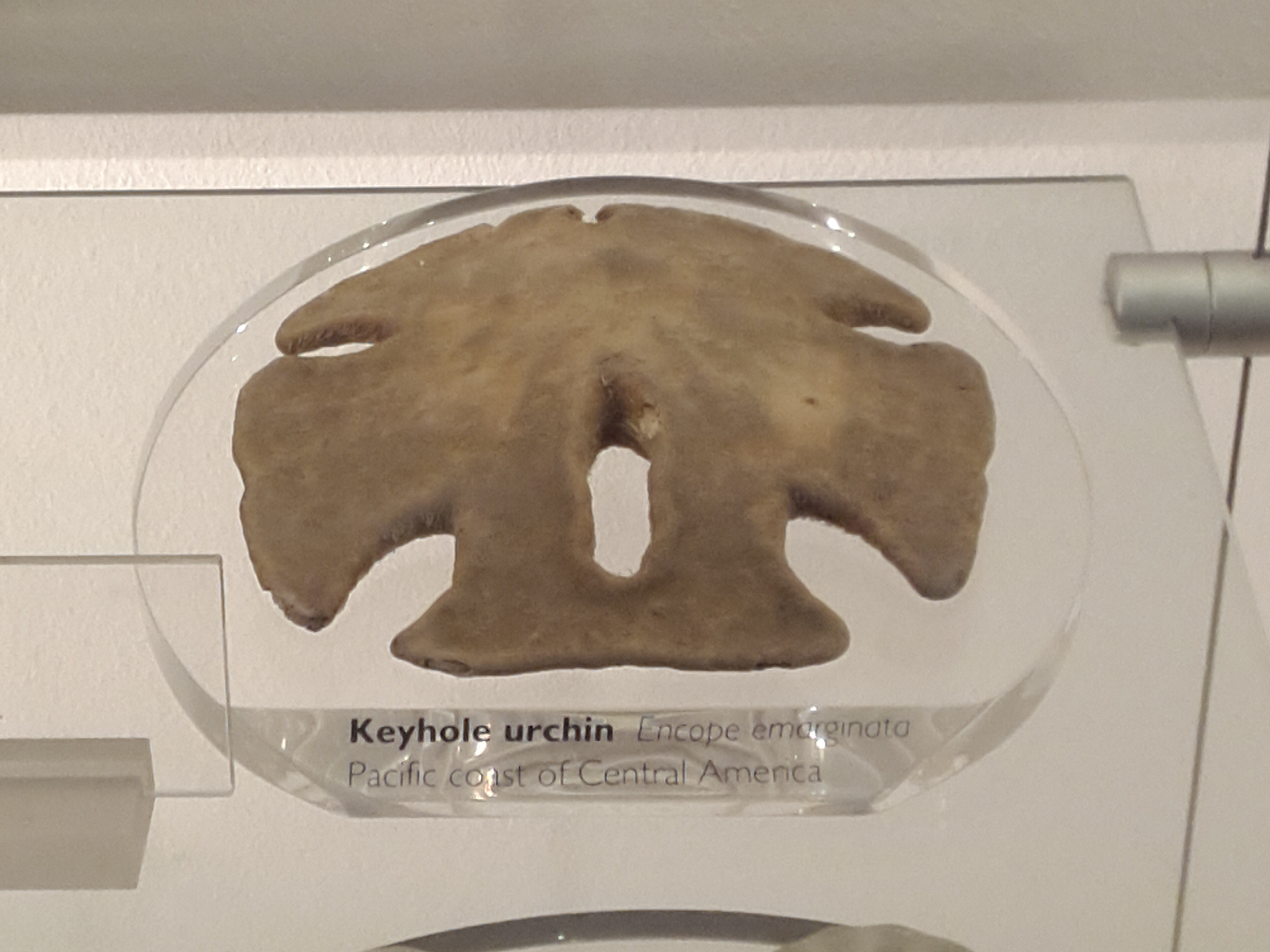
Test naturalisé au Natural History Museum de Londres.